# Spinnfaser
Als  Spinnfaser (traditionell auch Stapelfaser) wird eine Natur- oder Chemiefaser begrenzter Länge bezeichnet, auch wenn sie nicht zum Verspinnen zu Garnen, sondern zur  Vliesstoff-, Filz- und Mattenherstellung verwendet wird.
Im Bereich der Textilindustrie werden Fasern mit einer Länge unter 1000 mm als Spinnfaser definiert. Unterschieden werden dabei Langstapelfasern (kürzer als 600 mm), Mittelstapelfasern (kürzer als 60 mm) und Kurzstapelfasern (kürzer als 40 mm).